# Hermann von Zychlinski
Hermann Ernst Emil Anton von Zychlinski (* 17. Oktober 1825 auf Gut Lagowitz, Kreis Meseritz; † 25. November 1886 ebenda) war Gutsbesitzer und preußischer Politiker.

## Leben

### Herkunft
Er entstammte einem alten großpolnischen Adelsgeschlecht, im Jahr 1329 in Żychlin erstmals urkundlich erwähnt, und war der Sohn des königlich preußischen Landrats und Gutsbesitzers Wilhelm von Zychlinski (1789–1860), königlich preußischer Hauptmann und Gutsherr auf Lagowitz und Panwitz, und dessen zweiter Ehefrau Hermine von Panwitz (1793–1859). Der Vater war zuvor in erster Ehe mit deren Schwester Antoinette von Panwitz (1798–1820) verheiratet gewesen.

### Werdegang
Zychlinski war königlich preußischer Hauptmann a. D., Gutsherr auf Lagowitz, Rechtsritter des Johanniterordens und Mitglied des Preußischen Herrenhauses.

### Familie
Zychlinski heiratete am 5. November 1850 auf Gut Schönberg (Landkreis Friedeberg in der Neumark, Provinz Brandenburg) Philippine Oberfeld (* 21. März 1829 auf Gut Schönberg; † 15. Juni 1913 auf Gut Lagowitz), die Tochter des Andreas Adolf Oberfeld und der Justine Charlotte Selchow.